# 上皿天秤

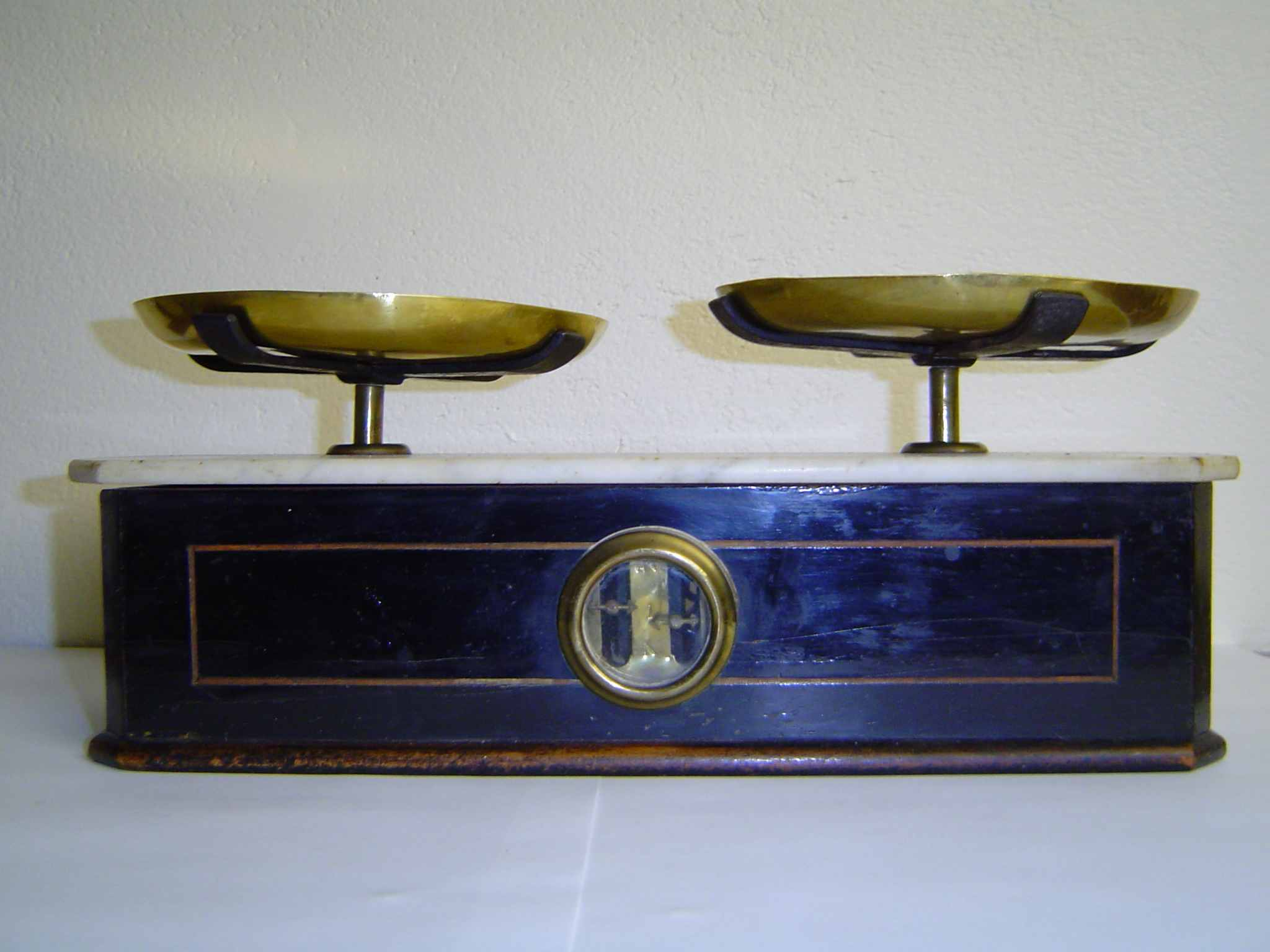
上皿天秤

上皿天秤（うわざらてんびん）は、測定対象物を載せる皿が竿の部分よりも上にある形式の天秤（天秤ばかり）。
天秤は重力方式と電子方式（電子天秤）に分けられる。上皿天秤は重力方式の天秤のうち上皿方式の天秤の一種である（上皿方式の天秤には上皿天秤と上皿直示天秤があり厳密には分けられる）。
本来、天秤の測定対象物を載せる皿は竿の両端に吊り下げる方式が一般的だったが、操作性が悪いため竿の上部に皿を載せるようにしたのが上皿天秤である。上皿天秤はあまり精度を必要としない測定や試料の計量など、単に2つの物体の重さの確認や調整に用いられる。ただし、電子技術の普及により電子天秤が多く使用されるようになっている。

## 各部の名称と構造
上皿天秤の竿または梁（beam）は、表に出ている一本のほかに、台座の中にもそれと平行な竿が取り付けてあって、それらを両端の皿（上皿、計量皿）を垂直に支えている支持棒によって結合することで、リンク機構（平行四辺形）を形作っている（ロバーバル機構）。この構造のおかげで、天秤の竿が傾いても竿に加わる両端の力（重力）が平行になる。分銅と測定物の質量が同じである場合、皿のどの位置に置いても釣り合いが取れる。

## 操作方法と注意点
上皿天秤による測定には軽重それぞれ一定の重量を持つ数個の分銅（組分銅）を用いる。

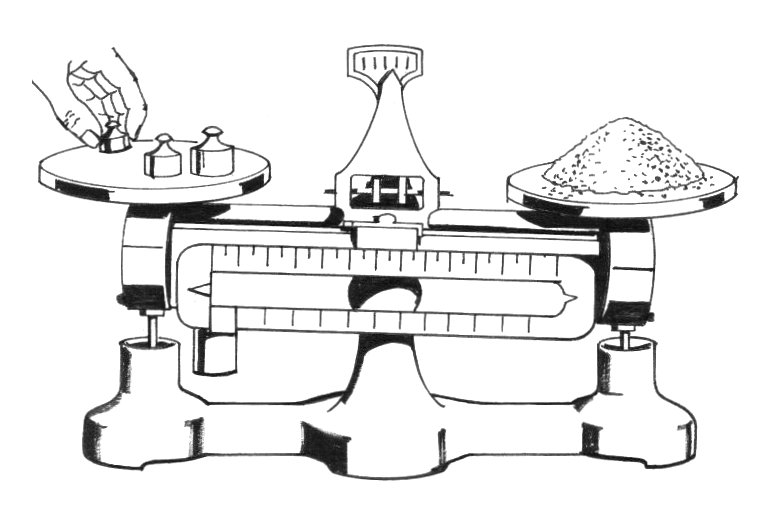
上皿天秤に分銅を追加する図

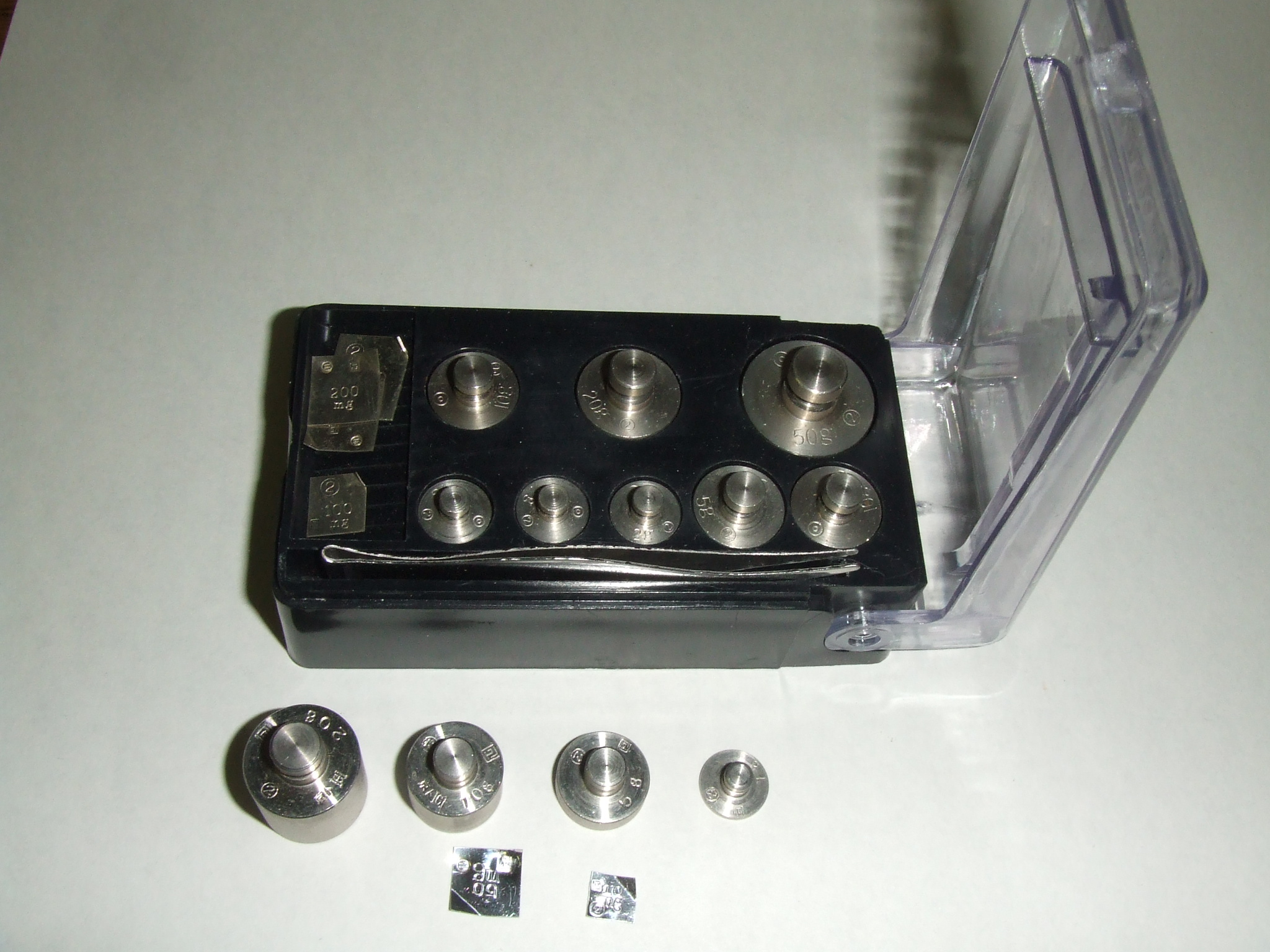
分銅

### 物質の質量の測定
物質の質量を測定する場合は、左側に被測定物をのせ、右側に分銅を載せる。左利きの場合は逆にしてもよい。
測定物の質量が未知である場合は、組分銅のうち軽い分銅から徐々に分銅の重量を増してゆく。したがって、分銅の重量を増加させてゆくときは分銅の載せる順番を考慮して載せる分にほぼ見合う分だけ分銅を除いてから分銅を載せる必要がある。測定物の質量がおおよそ判明している場合は、その試料の質量以下で最大の分銅から初め、徐々に小さい分銅を追加する。
このようなプロセスを、天秤がつりあうまで繰り返すことによって、右側の皿の上の分銅の質量の合計が、被測定物の質量となる。この時、効率を求めて重い分銅から始めてしまうと天秤の急激な傾がりに繋がり、支点で棹を支える刃（Edge）を欠けさせたり、潰したりして測定精度を損なう原因になる。

### 物質を一定量はかり取る場合
物質を量り取る場合は、左側に量り取りたい量とおなじ重さの分銅をあらかじめ載せておいて、右側に量り取りたいものを徐々に載せていく。このとき、天秤ばかりが動き出すまでは比較的大雑把に載せていってよいが、動き出してからは微量ずつ加えるようにする。多すぎた場合は取り除くことになるが、薬品などの場合は純度を保つため取り除いたものを元に戻さないほうが良いとされる場合が多い。
上皿天秤は非常に精密な測定器具であり、使用する際はその前に調整をしてから用いる。調整は螺子によって行う。中央で調節するものと左右の上皿の下部にある螺子で調節するもの（天秤の両脇、皿の下にあたる部分に微小な調整用の錘が備え付けられており、螺子によって微動調整が出来るようになっている）がある。これを調整することによって天秤の釣り合いをあらかじめ取っておく。
粉末等を測定する場合は、薬包紙などを用いることになるので、この場合は薬包紙を分銅を載せる側の皿にも置いた上で上記の調整を施す。そうしないと薬包紙の重さと空気の流れによる浮力によって測定結果が狂ってしまう。

### 注意点
上皿天秤に用いられる分銅は精密に重さが検定されているものであるため、汚れや錆を生じさせたり、加圧や衝撃などで一部がかけたり削れたりしないよう十分な注意が必要である。分銅が納められているケースには、必ず専用のピンセットが用意されており、取り扱いにはこれを使う。通常の分銅には専用のピンセットでつかみやすいように突起がついていて、この部分をピンセットで慎重につかみ、静かに上皿天秤に載せるようにする。組分銅のうち軽量の分銅は四角形の板状であることが多いが、その場合にも突起がついている。もちろん上皿天秤本体も同様に注意して扱う必要がある。